# Piernicola Pedicini

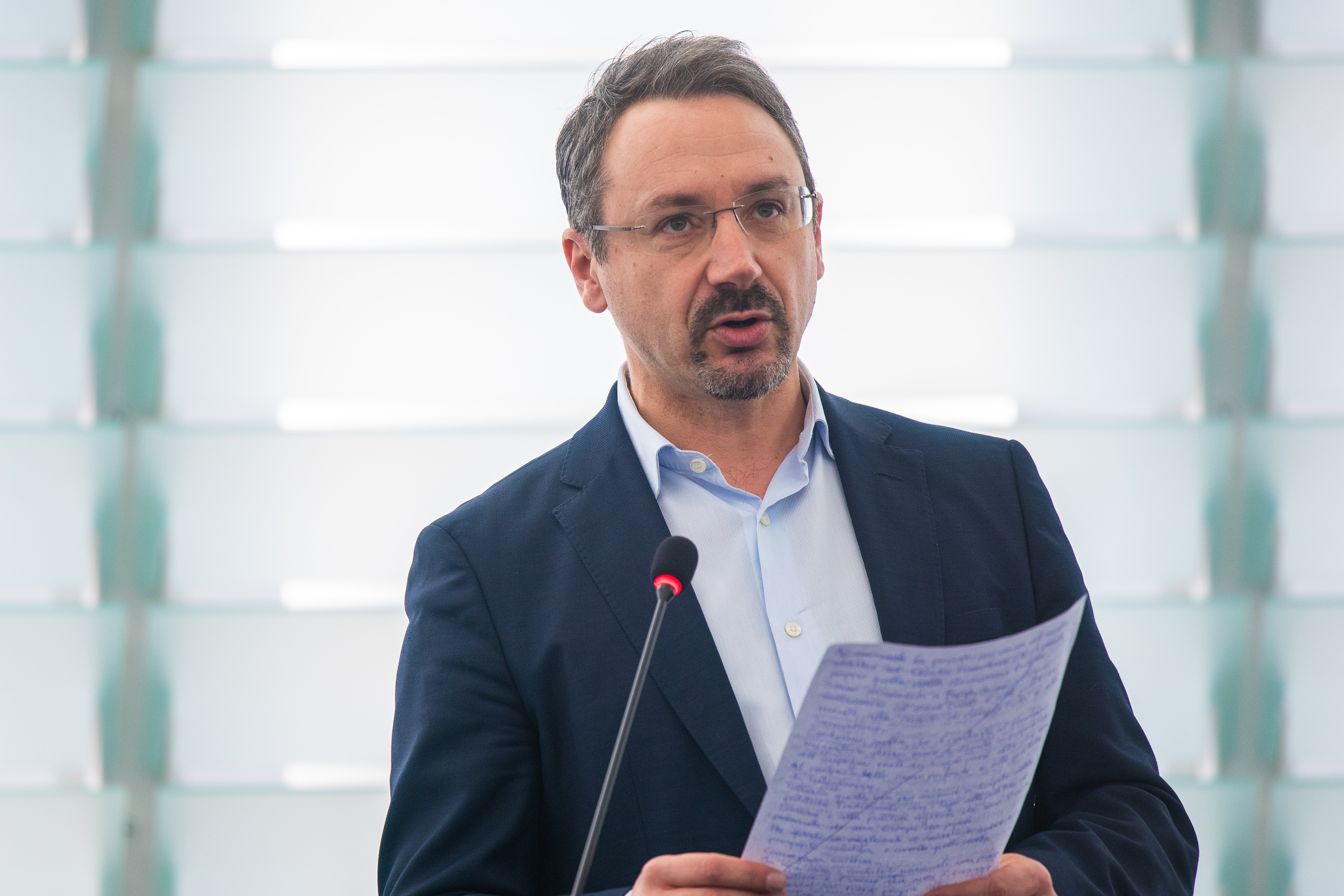
Pedicini em 2020

Piernicola Pedicini (nascido em 22 de maio de 1969 em Benevento) é um político italiano e membro do Parlamento Europeu desde 2014. Em dezembro de 2020, juntou-se ao grupo Verdes/EFA juntamente com as suas colegas Rosa D'Amato, Eleonora Evi e Eleonora Evi.